# Березовка (Разсвєтовське сільське поселення)
Березовка (рос. Берёзовка) — село у Єланському районі Волгоградської області Російської Федерації.
Населення становить 960  осіб. Входить до складу муніципального утворення Разсвєтовське сільське поселення.

## Історія
Село розташоване у межах українського історичного та культурного регіону Жовтий Клин.
Згідно із законом від 24 грудня 2004 року № 980-ОД органом місцевого самоврядування є Разсвєтовське сільське поселення.

## Населення
| 2010 | 2012 | 2013 | 2014 | 2015 | 2016 | 2017 |
| ---- | ---- | ---- | ---- | ---- | ---- | ---- |
| 1003 | ↘988 | ↘983 | ↘979 | ↘978 | ↘961 | ↘960 |